# رودخانه سن‌لوران
رودخانه سن‌لوران یا سینت لارنس رودخانه‌ای طولانی می‌باشد که تقریباً از جنوب غربی به شمال شرقی در عرض جغرافیایی آمریکای شمالی جریان دارد و دریاچه‌های بزرگ را از راه خلیج سنت لورنس (سن‌لوران) به اقیانوس اطلس متصل می‌کند.
این رودخانه از استان‌های کانادایی کبک و اونتاریو عبور می‌کند و قسمتی از مرز مشترک بین اونتاریو و نیویورک در آمریکا را تشکیل می‌دهد.

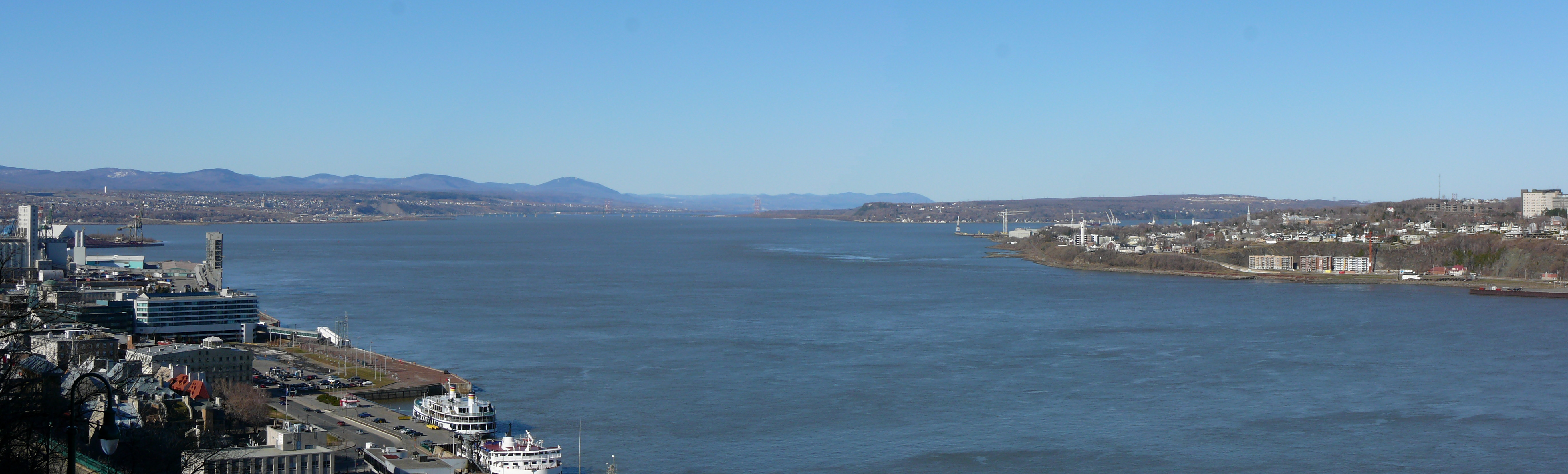
رودخانه سن لوران بین شهر کبک (در چپ تصویر) و لوی (در راست تصویر).